# Selección de fútbol de Burkina Faso
La selección de fútbol de Burkina Faso es el equipo representativo del país en las competiciones oficiales. Su organización está a cargo de la Federación Burkinense de Fútbol, perteneciente a la CAF.
Su mayor éxito internacional fue logrado en la Copa Africana de Naciones de 2013, cuando jugó la gran final frente a Nigeria. Otro de sus logros más destacables, aunque a nivel juvenil, fue conseguido en la Copa Mundial de Fútbol Sub-17 de 2001 cuando alcanzaron el tercer lugar, venciendo en el último partido 2–0 a Argentina, tomándose la revancha un año después de haber sufrido una contundente derrota (7–0) ante dicha selección sudamericana en el Torneo Montaigu del año 2000.

## Historia
El país hizo su primera aparición en 1960 bajo el nombre de selección de fútbol de Alto Volta (nombre del país hasta su renombramiento en 1984 a Burkina Faso).
En la Copa Africana de Naciones debutó en 1978 al clasificar por primera vez luego de 5 intentos fallidos. Pero luego no volvió a participar hasta la versión de 1996, puesto que en 1980, 1984, 1986 y 1988 no participó de las clasificaciones; en 1982, 1990 y 1992 no logró clasificar; y por último, para la Copa Africana de Naciones 1994 se retiró de la fase previa.
Desde la copa de 1996, clasificó a cinco torneos consecutivos hasta 2004, llegando a semifinales con el entrenador Philippe Troussier, cuando Burkina Faso fue sede de la Copa Africana de Naciones en 1998.
Burkina Faso jugó en el Grupo B de la Copa Africana de Naciones 2010, junto a Ghana y Costa de Marfil en un grupo de tres equipos, debido a la retirada de Togo. A pesar de que sacó su primer partido contra Costa de Marfil y sólo necesitaba un empate ante Ghana para el progreso, Burkina Faso perdió 1:0 y no pudo clasificarse para la fase de eliminación directa del torneo.
Burkina Faso participó en 2012 de la Copa Africana de Naciones, perdiendo sus tres partidos. Luego de despedir a Paulo Duarte, el belga Paul Put fue anunciado como nuevo entrenador en marzo de 2012.
Los Potros (Les Étalons en francés, como se le conoce a esta selección), se enfrentaron contra Nigeria en la Final de la Copa Africana de Naciones 2013, donde cayó por 1:0, logrando el subcampeonato, pero de todas maneras se consagró como una de las grandes sorpresas del torneo.
En 2013, no logró clasificarse al Mundial de Brasil 2014, tras quedar eliminada frente a la selección de fútbol de Argelia. Ganó el partido de ida en su país por 3:2, pero luego perdió en Argelia por 0:1, quedando fuera del certamen por gol de visitante.
En la Copa Africana de Naciones 2017 logra un histórico tercer lugar, derrotando en el último duelo a la selección de fútbol de Ghana por 1:0, anotado en el minuto 89 por el jugador Alain Traoré.

## Estadísticas

### Copa Mundial FIFA
| Copa Mundial FIFA | Copa Mundial FIFA       | Copa Mundial FIFA       | Copa Mundial FIFA       | Copa Mundial FIFA       | Copa Mundial FIFA       | Copa Mundial FIFA       | Copa Mundial FIFA       |
| Año               | Ronda                   | J                       | G                       | E                       | P                       | GF                      | GC                      |
| Como Alto Volta   | Como Alto Volta         | Como Alto Volta         | Como Alto Volta         | Como Alto Volta         | Como Alto Volta         | Como Alto Volta         | Como Alto Volta         |
| ----------------- | ----------------------- | ----------------------- | ----------------------- | ----------------------- | ----------------------- | ----------------------- | ----------------------- |
| 1930 - 1958       | No existía la selección | No existía la selección | No existía la selección | No existía la selección | No existía la selección | No existía la selección | No existía la selección |
| 1962 - 1974       | No participó            | No participó            | No participó            | No participó            | No participó            | No participó            | No participó            |
| 1978              | No clasificó            | No clasificó            | No clasificó            | No clasificó            | No clasificó            | No clasificó            | No clasificó            |
| 1982              | No participó            | No participó            | No participó            | No participó            | No participó            | No participó            | No participó            |
| Como Burkina Faso |                         |                         |                         |                         |                         |                         |                         |
| 1986              | No participó            | No participó            | No participó            | No participó            | No participó            | No participó            | No participó            |
| 1990              | No clasificó            | No clasificó            | No clasificó            | No clasificó            | No clasificó            | No clasificó            | No clasificó            |
| 1994              | Se retiró               | Se retiró               | Se retiró               | Se retiró               | Se retiró               | Se retiró               | Se retiró               |
| 1998              | No clasificó            | No clasificó            | No clasificó            | No clasificó            | No clasificó            | No clasificó            | No clasificó            |
| 2002              | No clasificó            | No clasificó            | No clasificó            | No clasificó            | No clasificó            | No clasificó            | No clasificó            |
| 2006              | No clasificó            | No clasificó            | No clasificó            | No clasificó            | No clasificó            | No clasificó            | No clasificó            |
| 2010              | No clasificó            | No clasificó            | No clasificó            | No clasificó            | No clasificó            | No clasificó            | No clasificó            |
| 2014              | No clasificó            | No clasificó            | No clasificó            | No clasificó            | No clasificó            | No clasificó            | No clasificó            |
| 2018              | No clasificó            | No clasificó            | No clasificó            | No clasificó            | No clasificó            | No clasificó            | No clasificó            |
| 2022              | No clasificó            | No clasificó            | No clasificó            | No clasificó            | No clasificó            | No clasificó            | No clasificó            |
| 2026              | Por disputarse          | Por disputarse          | Por disputarse          | Por disputarse          | Por disputarse          | Por disputarse          | Por disputarse          |
| 2030              | Por disputarse          | Por disputarse          | Por disputarse          | Por disputarse          | Por disputarse          | Por disputarse          | Por disputarse          |
| 2034              | Por disputarse          | Por disputarse          | Por disputarse          | Por disputarse          | Por disputarse          | Por disputarse          | Por disputarse          |
| Total             | 0/22                    | -                       | -                       | -                       | -                       | -                       | -                       |

### Copa Africana de Naciones
| Copa Africana de Naciones | Copa Africana de Naciones | Copa Africana de Naciones | Copa Africana de Naciones | Copa Africana de Naciones | Copa Africana de Naciones | Copa Africana de Naciones | Copa Africana de Naciones |
| Año                       | Ronda                     | J                         | G                         | E                         | P                         | GF                        | GC                        |
| Como Alto Volta           | Como Alto Volta           | Como Alto Volta           | Como Alto Volta           | Como Alto Volta           | Como Alto Volta           | Como Alto Volta           | Como Alto Volta           |
| ------------------------- | ------------------------- | ------------------------- | ------------------------- | ------------------------- | ------------------------- | ------------------------- | ------------------------- |
| 1957                      | No existía la selección   | No existía la selección   | No existía la selección   | No existía la selección   | No existía la selección   | No existía la selección   | No existía la selección   |
| 1959                      | No existía la selección   | No existía la selección   | No existía la selección   | No existía la selección   | No existía la selección   | No existía la selección   | No existía la selección   |
| 1962                      | No participó              | No participó              | No participó              | No participó              | No participó              | No participó              | No participó              |
| 1963                      | No participó              | No participó              | No participó              | No participó              | No participó              | No participó              | No participó              |
| 1965                      | No participó              | No participó              | No participó              | No participó              | No participó              | No participó              | No participó              |
| 1968                      | No clasificó              | No clasificó              | No clasificó              | No clasificó              | No clasificó              | No clasificó              | No clasificó              |
| 1970                      | Se retiró                 | Se retiró                 | Se retiró                 | Se retiró                 | Se retiró                 | Se retiró                 | Se retiró                 |
| 1972                      | Se retiró                 | Se retiró                 | Se retiró                 | Se retiró                 | Se retiró                 | Se retiró                 | Se retiró                 |
| 1974                      | No clasificó              | No clasificó              | No clasificó              | No clasificó              | No clasificó              | No clasificó              | No clasificó              |
| 1976                      | No participó              | No participó              | No participó              | No participó              | No participó              | No participó              | No participó              |
| 1978                      | Fase de grupos            | 3                         | 0                         | 0                         | 3                         | 2                         | 9                         |
| 1980                      | No participó              | No participó              | No participó              | No participó              | No participó              | No participó              | No participó              |
| 1982                      | No clasificó              | No clasificó              | No clasificó              | No clasificó              | No clasificó              | No clasificó              | No clasificó              |
| Como Burkina Faso         |                           |                           |                           |                           |                           |                           |                           |
| 1984                      | No participó              | No participó              | No participó              | No participó              | No participó              | No participó              | No participó              |
| 1986                      | No participó              | No participó              | No participó              | No participó              | No participó              | No participó              | No participó              |
| 1988                      | No participó              | No participó              | No participó              | No participó              | No participó              | No participó              | No participó              |
| 1990                      | No clasificó              | No clasificó              | No clasificó              | No clasificó              | No clasificó              | No clasificó              | No clasificó              |
| 1992                      | No clasificó              | No clasificó              | No clasificó              | No clasificó              | No clasificó              | No clasificó              | No clasificó              |
| 1994                      | Se retiró                 | Se retiró                 | Se retiró                 | Se retiró                 | Se retiró                 | Se retiró                 | Se retiró                 |
| 1996                      | Fase de grupos            | 3                         | 0                         | 0                         | 3                         | 3                         | 9                         |
| 1998                      | Cuarto lugar              | 6                         | 2                         | 2                         | 2                         | 8                         | 9                         |
| 2000                      | Fase de grupos            | 3                         | 0                         | 1                         | 2                         | 4                         | 8                         |
| 2002                      | Fase de grupos            | 3                         | 0                         | 1                         | 2                         | 2                         | 4                         |
| 2004                      | Fase de grupos            | 3                         | 0                         | 1                         | 2                         | 1                         | 6                         |
| 2006                      | No clasificó              | No clasificó              | No clasificó              | No clasificó              | No clasificó              | No clasificó              | No clasificó              |
| 2008                      | No clasificó              | No clasificó              | No clasificó              | No clasificó              | No clasificó              | No clasificó              | No clasificó              |
| 2010                      | Fase de grupos            | 2                         | 0                         | 1                         | 1                         | 0                         | 1                         |
| 2012                      | Fase de grupos            | 3                         | 0                         | 0                         | 3                         | 2                         | 6                         |
| 2013                      | Subcampeón                | 6                         | 2                         | 3                         | 1                         | 7                         | 3                         |
| 2015                      | Fase de grupos            | 3                         | 0                         | 1                         | 2                         | 1                         | 4                         |
| 2017                      | Tercer lugar              | 6                         | 3                         | 3                         | 0                         | 8                         | 3                         |
| 2019                      | No clasificó              | No clasificó              | No clasificó              | No clasificó              | No clasificó              | No clasificó              | No clasificó              |
| 2021                      | Cuarto lugar              | 7                         | 2                         | 3                         | 2                         | 9                         | 10                        |
| 2023                      | Octavos de final          | 4                         | 1                         | 1                         | 2                         | 4                         | 6                         |
| 2025                      | Clasificado               | Clasificado               | Clasificado               | Clasificado               | Clasificado               | Clasificado               | Clasificado               |
| 2027                      | Por definir               | Por definir               | Por definir               | Por definir               | Por definir               | Por definir               | Por definir               |
| Total                     | 14/35                     | 52                        | 10                        | 17                        | 25                        | 51                        | 78                        |

## Selección Local

### Campeonato Africano de Naciones
| Campeonato Africano de Naciones | Campeonato Africano de Naciones | Campeonato Africano de Naciones | Campeonato Africano de Naciones | Campeonato Africano de Naciones | Campeonato Africano de Naciones | Campeonato Africano de Naciones | Campeonato Africano de Naciones |
| Año                             | Ronda                           | J                               | G                               | E                               | P                               | GF                              | GC                              |
| ------------------------------- | ------------------------------- | ------------------------------- | ------------------------------- | ------------------------------- | ------------------------------- | ------------------------------- | ------------------------------- |
| 2009                            | No clasificó                    | No clasificó                    | No clasificó                    | No clasificó                    | No clasificó                    | No clasificó                    | No clasificó                    |
| 2011                            | No clasificó                    | No clasificó                    | No clasificó                    | No clasificó                    | No clasificó                    | No clasificó                    | No clasificó                    |
| 2014                            | Fase de grupos                  | 3                               | 0                               | 1                               | 2                               | 2                               | 4                               |
| 2016                            | No clasificó                    | No clasificó                    | No clasificó                    | No clasificó                    | No clasificó                    | No clasificó                    | No clasificó                    |
| 2018                            | Fase de grupos                  | 3                               | 0                               | 2                               | 1                               | 1                               | 3                               |
| 2021                            | Fase de grupos                  | 3                               | 1                               | 1                               | 1                               | 3                               | 2                               |
| 2023                            | No clasificó                    | No clasificó                    | No clasificó                    | No clasificó                    | No clasificó                    | No clasificó                    | No clasificó                    |
| 2025                            | Fase de grupos                  | 4                               | 1                               | 0                               | 3                               | 5                               | 7                               |
| Total                           | 4/8                             | 13                              | 2                               | 4                               | 7                               | 11                              | 16                              |

## Últimos partidos y próximos encuentros
Actualizado al último partido jugado el 16 de agosto de 2025
| Fecha      | Ciudad       | Local               | Resultado      | Visitante       | Competición                            |
| ---------- | ------------ | ------------------- | -------------- | --------------- | -------------------------------------- |
| 22-12-2024 | Abiyán       | Costa de Marfil     | 2:0            | Burkina Faso    | Clasificación Campeonato Africano 2025 |
| 28-12-2024 | Bamako       | Burkina Faso        | 2:0 (4:2 pen.) | Costa de Marfil | Clasificación Campeonato Africano 2025 |
| 04-01-2025 | Pemba        | Kenia               | 1:1            | Burkina Faso    | Partido amistoso                       |
| 06-01-2025 | Pemba        | Zanzíbar            | 0:1            | Burkina Faso    | Partido amistoso                       |
| 09-01-2025 | Pemba        | Tanzania            | 0:2            | Burkina Faso    | Partido amistoso                       |
| 21-03-2025 | El Yadida    | Burkina Faso        | 4:1            | Yibuti          | Clasificación Copa Mundial 2026        |
| 24-03-2025 | Bisáu        | Guinea-Bisáu        | 1:2            | Burkina Faso    | Clasificación Copa Mundial 2026        |
| 02-06-2025 | Radès        | Túnez               | 2:0            | Burkina Faso    | Partido amistoso                       |
| 06-06-2025 | Mohammedía   | Zimbabue            | 0:2            | Burkina Faso    | Partido amistoso                       |
| 19-07-2025 | Kenitra      | Marruecos           | 2:1            | Burkina Faso    | Partido amistoso                       |
| 02-08-2025 | Dar es-Salam | Tanzania            | 2:0            | Burkina Faso    | Campeonato Africano 2025               |
| 06-08-2025 | Dar es-Salam | Rep. Centroafricana | 2:4            | Burkina Faso    | Campeonato Africano 2025               |
| 13-08-2025 | Dar es-Salam | Mauritania          | 1:0            | Burkina Faso    | Campeonato Africano 2025               |
| 16-08-2025 | Stone Town   | Burkina Faso        | 1:2            | Madagascar      | Campeonato Africano 2025               |

## Palmarés

### Selección absoluta
Copa Africana de Naciones:
- Subcampeón (1): 2013.
- Tercer lugar (1): 2017.
- Cuarto lugar (2): 1998 y 2021.

### Selección sub-17
Copa Mundial de Fútbol Sub-17:
- Tercer lugar (1): 2001.

## Jugadores

### Última convocatoria
Los siguientes jugadores fueron convocados para los partidos ante Túnez y Zimbabue en junio de 2025.
| No. | Pos. | Jugador              | Fecha de nacimiento (edad)         | Apa. | Goles | Club                    |
| --- | ---- | -------------------- | ---------------------------------- | ---- | ----- | ----------------------- |
| 1   | POR  | Farid Ouédraogo      | 26 de diciembre de 1996 (28 años)  | 10   | 0     | Vita Club               |
| 16  | POR  | Hervé Koffi          | 16 de octubre de 1996 (28 años)    | 62   | 0     | Lens                    |
| 23  | POR  | Kilian Nikiema       | 22 de junio de 2003 (22 años)      | 7    | 0     | ADO Den Haag            |
|     | POR  | Ladji Brahima Sanou  | 21 de abril de 2003 (22 años)      | 0    | 0     | SONABEL                 |
|     |      |                      |                                    |      |       |                         |
| 3   | DEF  | Arsène Kouassi       | 11 de septiembre de 2004 (20 años) | 0    | 0     | Ajaccio                 |
| 4   | DEF  | Adamo Nagalo         | 22 de septiembre de 2002 (22 años) | 16   | 0     | PSV Eindhoven           |
| 5   | DEF  | Nasser Djiga         | 15 de noviembre de 2002 (22 años)  | 10   | 1     | Wolverhampton Wanderers |
| 9   | DEF  | Issa Kaboré          | 12 de mayo de 2001 (24 años)       | 47   | 2     | Werder Bremen           |
| 12  | DEF  | Edmond Tapsoba       | 2 de febrero de 1999 (26 años)     | 51   | 1     | Bayer Leverkusen        |
| 29  | DEF  | Abdoul Ayinde        | 17 de julio de 2005 (20 años)      | 0    | 0     | Gent                    |
| 33  | DEF  | Ismaëlo Ganiou       | 14 de marzo de 2005 (20 años)      | 0    | 0     | Annecy                  |
|     | DEF  | Issoufou Dayo        | 6 de agosto de 1991 (34 años)      | 82   | 9     | RS Berkane              |
|     | DEF  | Saïdou Simporé       | 31 de agosto de 1992 (32 años)     | 22   | 1     | National Bank of Egypt  |
|     |      |                      |                                    |      |       |                         |
| 8   | MED  | Cedric Badolo        | 4 de noviembre de 1998 (26 años)   | 27   | 0     | Spartak Trnava          |
| 15  | MED  | Raouf Memel Dao      | 5 de septiembre de 2003 (21 años)  | 2    | 0     | SONABEL                 |
| 27  | MED  | Josué Tiendrébéogo   | 21 de noviembre de 2002 (22 años)  | 6    | 1     | Annecy                  |
| 28  | MED  | Abdoul Yoda          | 20 de diciembre de 2000 (24 años)  | 0    | 0     | Milsami Orhei           |
|     | MED  | Stephane Aziz Ki     | 6 de marzo de 1996 (29 años)       | 17   | 2     | Young Africans          |
|     | MED  | Mohamed Zougrana     | 29 de octubre de 2001 (23 años)    | 2    | 1     | MC Alger                |
|     |      |                      |                                    |      |       |                         |
| 10  | DEL  | Bertrand Traoré      | 6 de septiembre de 1995 (29 años)  | 79   | 21    | Ajax                    |
| 13  | DEL  | Mohamed Konaté       | 12 de diciembre de 1997 (27 años)  | 32   | 6     | Al-Riyadh               |
| 19  | DEL  | Hassane Bandé        | 30 de octubre de 1998 (26 años)    | 36   | 6     | HJK Helsinki            |
| 20  | DEL  | Pierre Landry Kabore | 5 de julio de 2001 (24 años)       | 0    | 0     | Narva Trans             |
| 21  | DEL  | Cyriaque Irié        | 20 de junio de 2005 (20 años)      | 0    | 0     | Troyes                  |
|     | DEL  | Ousseni Bouda        | 28 de abril de 2000 (25 años)      | 10   | 2     | San Jose Earthquakes    |
|     | DEL  | Jack Diarra          | 16 de junio de 2006 (19 años)      | 0    | 0     | Salitas                 |

### Más Partidos

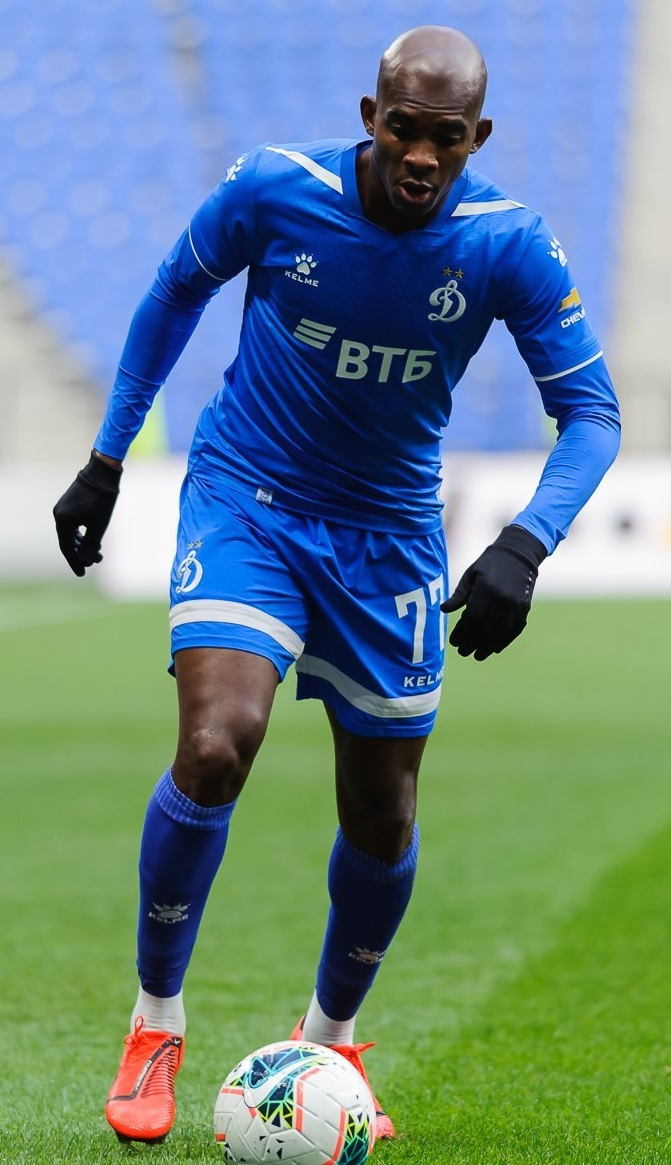
Charles Kaboré tiene la mayor cantidad de partidos para Burkina Faso con 102.

Actualizado en julio de 2024
| Posición | Jugador               | Partidos | Goles | Carrera   |
| -------- | --------------------- | -------- | ----- | --------- |
| 1        | Charles Kaboré        | 102      | 4     | 2006–2021 |
| 2        | Jonathan Pitroipa     | 84       | 19    | 2006–2019 |
| 3        | Moumouni Dagano       | 83       | 34    | 1998–2013 |
| 3        | Bakary Koné           | 83       | 0     | 2006–2019 |
| 3        | Steeve Yago           | 83       | 1     | 2013–act. |
| 6        | Aristide Bancé        | 79       | 24    | 2003–2019 |
| 7        | Bertrand Traoré       | 78       | 20    | 2011–act. |
| 8        | Issoufou Dayo         | 77       | 8     | 2012–act. |
| 9        | Saïdou Panandétiguiri | 66       | 2     | 2002–2013 |
| 9        | Alain Traoré          | 66       | 21    | 2006–2021 |

### Goleadores

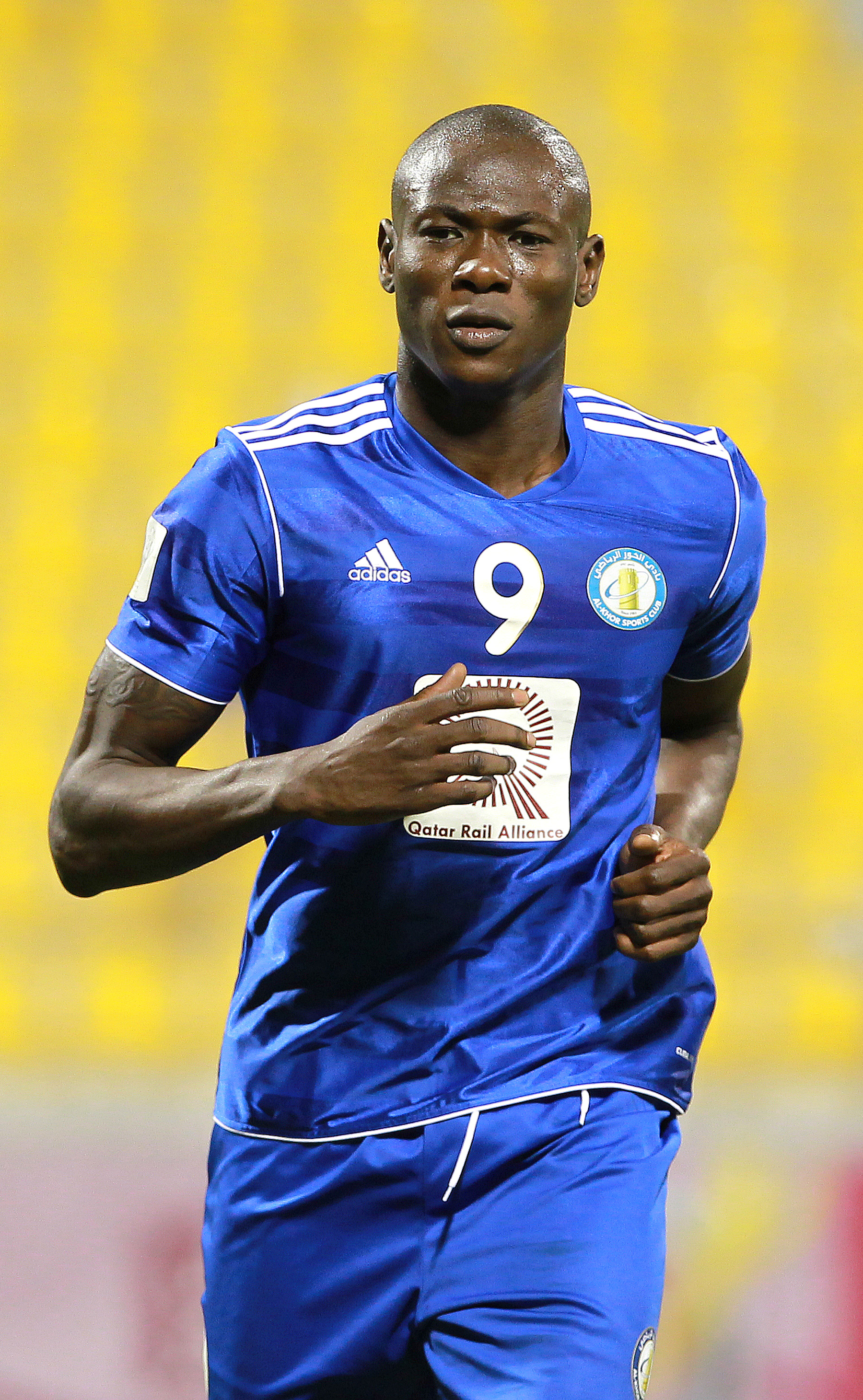
Moumouni Dagano tiene la mayor cantidad de goles para Burkina Faso con 34.

Actualizado en julio de 2024
| Posición | Jugador           | Goles | Partidos | Promedio | Carrera   |
| -------- | ----------------- | ----- | -------- | -------- | --------- |
| 1        | Moumouni Dagano   | 34    | 83       | 0.41     | 1998–2013 |
| 2        | Aristide Bancé    | 24    | 79       | 0.3      | 2003–2019 |
| 3        | Alain Traoré      | 21    | 66       | 0.32     | 2006–2021 |
| 4        | Bertrand Traoré   | 20    | 78       | 0.26     | 2011–act. |
| 5        | Jonathan Pitroipa | 19    | 84       | 0.23     | 2006–2019 |
| 6        | Mamadou Zongo     | 13    | 30       | 0.43     | 1996–2013 |
| 6        | Préjuce Nakoulma  | 13    | 53       | 0.25     | 2012–2019 |
| 8        | Amadou Touré      | 10    | 30       | 0.33     | 1998–2006 |
| 8        | Oumar Barro       | 10    | 48       | 0.21     | 1996–2003 |
| 10       | Lassina Traoré    | 8     | 21       | 0,45     | 2017–act. |

## Entrenadores
- Guy Fabre[4]
- Otto Pfister (1976–1979)[5][6]
- Heinz-Peter Überjahn (1988–1990)[7]
- Idrissa Traoré (1992–1996)[8]
- Calixte Zagre (1996)[9]
- Ivan Vutov (1996–1997)[10][11]
- Malik Jabir (1997)[11]
- Philippe Troussier (1997–1998)
- Jesús Escalante (1998–1999)[12]
- René Taelman (1999–2000)[13][14]
- Sidiki Diarra (2000–2001)
- Oscar Fulloné (2001–2002)[15]
- Jacques Yaméogo &  Pihouri Weboanga (2002)
- Jean-Paul Rabier (2002–2004)[16]
- Ivica Todorov (2004–2005)[16][17]
- Bernard Simondi (2005–2006)[17][18][19]
- Idrissa Traoré (2006–2007)[20][21][12]
- Didier Notheaux (2007)[12][22]
- Paulo Duarte (2008–2012)[23][24]
- Mocktar Baro (interino- 2012)[24]
- Paul Put (2012–2015)[25][26]
- Gernot Rohr (2015)[27][28]
- Paulo Duarte (2015–2019)[29][30]
- Kamou Malo (2019–2022)[31][32]
- Hubert Velud (2022–2024)[33]
- Brama Traoré (2024-presente)